# 井口良二
井口 良二（いぐち りょうじ、1895年（明治28年）10月11日 - 1991年（平成3年）12月14日）は、日本の実業家。日東製粉社長。三菱商事常務取締役。衆議院議員岸田文武の義父。衆議院議員で第27代自由民主党総裁かつ第100代内閣総理大臣岸田文雄の母方の祖父。

## 経歴
佐賀県唐津市に生まれる。井口兆之助の二男。1919年、東京高等商業学校（現・一橋大学）本科卒業。三菱商事に入社。本店、倫敦、スラバヤ、神戸、大阪各支店に勤務。同社常務、旭交易、日東製粉各社長などをつとめた。
1991年12月14日に死去。享年96歳。墓所は青山霊園。

## 人物
趣味は園芸、音楽、屋外運動。宗教は仏教。住所は東京都渋谷区神宮前六丁目穏田マンション内、世田谷区羽根木。

## 栄典
- 1969年11月 - 勲四等旭日小綬章[1]
  - 貿易業に従事し、糖蜜の開発・輸入に努めるとともに業界の指導育成に寄与[1]。

## 家族・親族
井口家
- 父・兆之助[2]
- 母・繁子[2]
- 兄・良香（満州国協和会蛟河県（旧・額穆県）本部委員）[2]
- 妻・国子（鹿児島県・児玉実道の長女）[2]
- 長男[2]
- 次男[2]
- 三男・三郎（1939年生) - 新日本観光興業専務[6]、東日本振興社長、同会長。慶応大学商学部卒。
  - 同妻・三英子 - 新日本観光興業創業社長・佐々木真太郎の長女。同社副社長。[6]
- 四男
- 長女[2]
- 次女・澄子（1931年生） - 岸田文武の妻。津田塾大学卒[6]
  - 孫・岸田文雄 - 澄子夫婦の長男
- 三女[2]

親族
- 佐々木真太郎（1902-1985) - 三男三郎の岳父。新日本観光興業創業者[6]。東日本学園大学会頭[8]。
- 糸山英太郎 - 佐々木真太郎の子。新日本観光会長、衆議院議員、参議院議員[6]
- 岸田正記 - 娘婿の父親。衆議院議員[6]